# Rafał Sznajder
Rafał Jerzy Sznajder (n. 13 octombrie 1972, Będzin, Republica Populară Polonă, Polonia – d. 13 aprilie 2014, Plovdiv, Plovdiv, Bulgaria) a fost un scrimer polonez specializat pe sabie, laureat cu bronz mondial în 1997 și în 2001, și vicecampion mondial pe echipe în 1999. A participat la trei ediții ale Jocurilor Olimpice: Atlanta 1996, Sydney 2000 și Atena 2004.
Inițial a vrut să fie jucător de hochei, dar nu a fost posibil din motive logistice. Urmând exemplul unui vecin, s-a apucat de scrimă. A fost legitimat pentru prima oară la Zagłębie Sosnowiec, apoi la MOSiR Sosnowiec. 
După ce s-a retras în anul 2007, a devenit arbitru internațional la cele trei arme. Era la Plovdiv pentru Campionatul Mondial de cadeți și de juniori când a murit subit pe 13 aprilie 2014.